# NGC 235
NGC 235 este o galaxie lenticulară situată în constelația Balena, care interacționează cu galaxia PGC 2570 (sau NGC 235B). A fost descoperită în anul 1886 de către Francis Leavenworth. De asemenea, a fost observată încă o dată de către Herbert Howe.